# Bolton (Familienname)
Bolton ist ein englischer Familienname.

## Herkunft und Bedeutung
Bolton ist ein Herkunftsname für Personen, die aus einem Ort namens Bolton stammen.

## Namensträger
- Cameron Bolton (* 1990), australischer Snowboarder
- Charles D. Bolton (* um 1972), Generalmajor der US Air Force
- Charles E. Bolton (1830–1917), US-amerikanischer Postkutschenräuber, siehe Charles E. Boles
- Chester C. Bolton (1882–1939), US-amerikanischer Politiker
- Clint Bolton (* 1975), australischer Fußballspieler
- Colleen Bolton (* 1957), australische Skilangläuferin
- Cristian Bolton (* 1973), chilenischer Kunstflugpilot
- Donnelly P. Bolton (1919–2000), US-amerikanischer Generalmajor
- Dupree Bolton (1929–1993), US-amerikanischer Jazz-Trompeter
- Elmer K. Bolton (1886–1968), US-amerikanischer Chemiker
- Elysia Bolton (* 2000), US-amerikanische Tennisspielerin
- Emily Bolton (* 1951), Schauspielerin aus Aruba
- Frances P. Bolton (1885–1977), US-amerikanische Politikerin
- Guy Bolton (1884–1979), US-amerikanischer Dramatiker
- Henry Carrington Bolton (1843–1903), US-amerikanischer Chemiker
- Herbert Bolton (Paläontologe) (1863–1936), britischer Paläontologe und Geologe
- Herbert Eugene Bolton (1870–1953), US-amerikanischer Historiker
- Isabel Bolton (Mary Britton Miller; 1883–1975), US-amerikanische Schriftstellerin
- Ivor Bolton (* 1958), englischer Dirigent
- James Bolton (Naturforscher) (1758–1799), britischer Wirt, Amateurbotaniker, Pilzkundler und Illustrator
- James Bolton (Filmemacher), US-amerikanischer Regisseur, Drehbuchautor und Produzent
- James Bolton (Fußballspieler) (* 1994), englischer Profisportler
- John Bolton (Politiker) (1824–1872), kanadischer Politiker
- John Bolton (Gewichtheber) (* 1945), neuseeländischer Gewichtheber
- John Bolton (Schauspieler) (* 1965), US-amerikanischer Schauspieler
- John Gatenby Bolton (1922–1993), britisch-australischer Astronom
- John R. Bolton (* 1948), US-amerikanischer Diplomat und Politiker
- Kelia Bolton (* 1960), US-amerikanische Sprinterin
- Luke Bolton (* 1999), englischer Fußballspieler
- Malcolm Bolton (* 1946), britischer Geotechniker
- Matthew Bolton (* 1979), australischer Billardspieler
- Michael Bolton (* 1953), US-amerikanischer Popmusiker
- Nick Bolton (* 2000), US-amerikanischer American-Football-Spieler
- Nicole Bolton (* 1989), australische Cricketspielerin
- Oliver P. Bolton (1917–1972), US-amerikanischer Politiker
- Peter Bolton, britischer Automobilrennfahrer
- Ruthie Bolton (* 1967), US-amerikanische Basketballspielerin
- Sam Bolton (* 2002), britischer Skispringer
- Sharon Bolton (* 1960), englische Krimiautorin
- Thomas Bolton (Politiker, † 1862) († 1862), britischer Politiker, Bürgermeister von Liverpool
- Thomas Bolton (Politiker, † 1906) (Thomas Dolling Bolton; 1841–1906), britischer Politiker
- Thomas Bolton (Mediziner), britischer Pharmakologe
- Thomas Henry Bolton (1841–1916), britischer Politiker
- Tom Bolton (1943–2021), US-amerikanischer Astronom
- Werner von Bolton (1868–1912), deutscher Chemiker und Werkstoffwissenschaftler
- William P. Bolton (1885–1964), US-amerikanischer Politiker